# هنابيرد (آراغاتسوتن)
مدينة هنابيرد (بالإنجليزية: Hnaberd)‏ هي إحدى المدن التابعة لمقاطعة آراغاتسوتن في أرمينيا. يقدر عدد سكانها بـ 2329 نسمة حسب الإحصاء الذي جرى عام 2011.